# Каварня
Кава̀рня (на италиански и на ломбардски: Cavargna) е село и община в Северна Италия, провинция Комо, регион Ломбардия. Разположено е на 1071 m надморска височина. Населението на общината е 214 души (към 2017 г.).